# Negromantis
Negromantis es un género de mantis  (insectos del orden Mantodea) que cuenta con las  especies que se pueden ver abajo. Es originario de África.

## Especies
- Negromantis gracilis
- Negromantis gracillima
- Negromantis lutescens
- Negromantis modesta